# Chromis anadema
Chromis anadema là một loài cá biển thuộc chi Chromis trong họ Cá thia. Loài này được mô tả lần đầu tiên vào năm 2017.

## Từ nguyên
Từ định danh anadema trong tiếng Latinh mang nghĩa là "dải buộc tóc", hàm ý đề cập đến hai dải đen ở xương trước nắp mang và trên nắp mang của loài cá này.

## Phạm vi phân bố và môi trường sống
C. anadema trước đây chỉ được xem là một biến dị kiểu hình của Chromis xanthura nhưng sau đó đã được công nhận là một loài hợp lệ dựa trên cơ sở phân tích hình thái và phân tử.
C. anadema được biết đến tại quần đảo Ryukyu và ngoài khơi Okinawa (phía nam Nhật Bản), Palau, quần đảo Mariana (Saipan và Guam), quần đảo Marquises, quần đảo Société (Tahiti), quần đảo Gambier và quần đảo Pitcairn ở độ sâu khoảng 3–45 m.

## Mô tả
Mẫu định danh của C. anadema được thu thập tại bờ biển phía tây của đảo Yoronjima (thuộc quần đảo Amami trong cụm quần đảo Ryukyu), có chiều dài cơ thể được ghi nhận là 10,2 cm. C. anadema và C. xanthura rất giống nhau về mặt hình thái, nhưng dễ dàng phân biệt dựa vào màu sắc của đuôi. Cuống và vây đuôi của C. anadema có màu đen phớt xanh lam ở cá trưởng thành, trong khi phần này ở C. xanthura hoàn toàn là màu trắng. Cá con của C. anadema có màu sắc tươi hơn cá trưởng thành: thân màu xanh lam xám với hầu hết các vây là màu vàng tươi, trừ vây ngực trong suốt; hai dải đen trên mang đậm và dày hơn khi trưởng thành.
Số gai ở vây lưng: 13; Số tia vây ở vây lưng: 10–11; Số gai ở vây hậu môn: 2; Số tia vây ở vây hậu môn: 10–12; Số tia vây ở vây ngực: 18–20; Số gai ở vây bụng: 1; Số tia vây ở vây bụng: 5; Số vảy đường bên: 17–19; Số lược mang: 28–33.